# Quá trình chuyển đổi tổng thống của Joe Biden

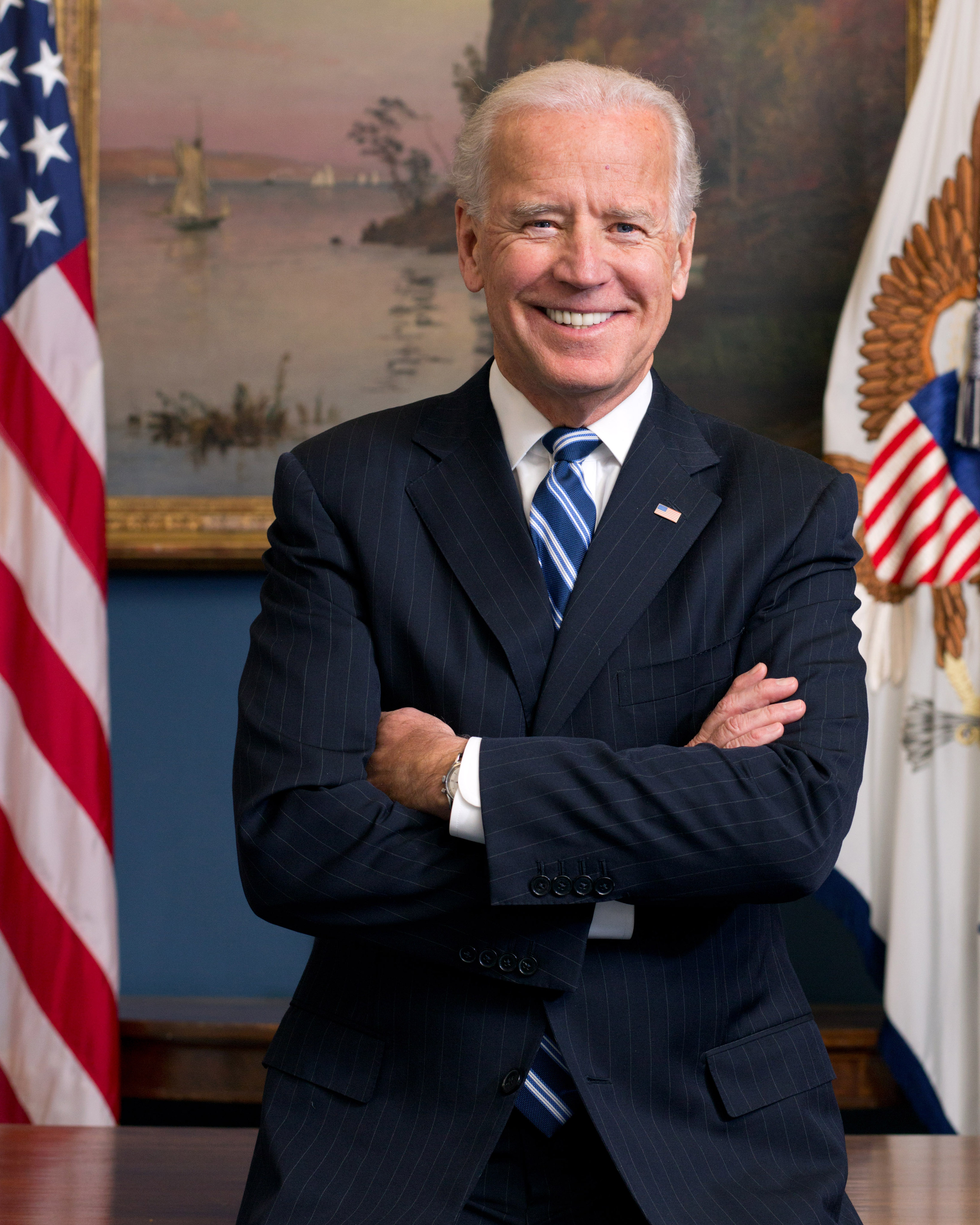
Tổng thống đắc cử Joe Biden

Joe Biden, tổng thống đắc cử của Hoa Kỳ, đã bắt đầu quá trình chuyển đổi sang nhiệm kỳ tổng thống. Ông trở thành ứng cử viên giả định của Đảng Dân chủ cho vị trí tổng thống vào tháng 4 năm 2020 và chính thức chấp nhận đề cử vào tháng 8 cùng năm. Nhóm chuyển tiếp của Biden, do Ted Kaufman dẫn đầu, đã được công bố vào ngày 20 tháng 6. Các đồng chủ tịch khác đã gia nhập nhóm cùng với Kaufman vào tháng 9.
Cuộc bầu cử tổng thống năm 2020 diễn ra vào ngày 3/11. Vào cuối buổi tối hôm đó, tổng thống đương nhiệm Donald Trump đã tuyên bố chiến thắng dựa trên vị trí dẫn đầu ban đầu về số phiếu bầu trực tiếp được lập bảng, một tuyên bố được nhiều người dự đoán và nhanh chóng bị loại do mất uy tín. Ông cũng yêu cầu tất cả các bảng kê tiếp theo của các phiếu bầu trực tiếp và qua thư chưa được kiểm đếm, một yêu cầu cũng bị bỏ qua. Trump cũng cáo buộc gian lận phổ biến, tham nhũng và các hành vi sai trái khác mà không cung cấp bất kỳ bằng chứng nào và hầu như đã bị phủ nhận. Trump đã bắt đầu nhiều vụ kiện ở nhiều bang tìm cách ngừng kiểm phiếu, từ chối phiếu bầu, ngăn cản việc chứng nhận kết quả, bên cạnh các biện pháp khắc phục hậu quả khác, tất cả đều đã bị bác bỏ kể từ ngày 16 tháng 11. Vào ngày 13 tháng 11, lần đầu tiên và không có bất kỳ bằng chứng nào, Trump tuyên bố rằng 2,7 triệu phiếu bầu đã bị "xóa" bởi hệ thống bỏ phiếu kỹ thuật số được sử dụng ở một số bang và nói rằng các phiếu bầu đã được chuyển từ ông sang Joe Biden.
Sau ba ngày rưỡi kiểm phiếu, vào ngày 7 tháng 11, lúc khoảng 11:30 giờ EST, Associated Press, cùng với các mạng truyền hình lớn bao gồm CNN, ABC News, CBS News, NBC News và Fox News, đã gọi cuộc đua giành Joe Biden. Kể từ đó, hầu hết các nguồn đều mô tả ông là tổng thống đắc cử. Tuy nhiên, quản trị viên GSA Emily Murphy, một người được Trump bổ nhiệm, đã đợi đến ngày 23 tháng 11 để đưa ra bức thư "xác minh" tuyên bố Biden là "người chiến thắng rõ ràng"  trên cơ sở Trump vẫn tranh chấp kết quả bầu cử. Tuyên bố đánh dấu sự bắt đầu chính thức của quá trình chuyển đổi, và việc ngăn cản nhóm Biden chuyển đổi đã không cho nhóm này số tiền 6,3 triệu đô la, không gian văn phòng, trạng thái trang web chính phủ và quyền truy cập vào các cơ quan chính phủ. Riêng biệt, Biden đã bị từ chối các cuộc họp giao ban an ninh quốc gia được phân loại hàng ngày  cho đến khi chính quyền Trump chấp thuận việc nhận các cuộc họp giao ban đó của Biden kể từ ngày 24 tháng 11.
Cử tri đoàn đã họp vào ngày 14 tháng 12 năm 2020 và chính thức bầu Biden và Kamala Harris làm Tổng thống và Phó Tổng thống. Kết quả này đã được chứng nhận bởi một phiên họp chung của Quốc hội vào ngày 6 tháng 1 năm 2021, nhưng do những người ủng hộ Trump cố gắng lật ngược kết quả bằng cách xông vào và phá hoại tòa nhà Điện Capitol, chứng nhận chỉ được chính thức công nhận vào ngày 7 tháng 1. Quá trình chuyển đổi của Biden sẽ kết thúc khi ông được nhậm chức lúc 12:00 chiều giờ EST vào ngày 20 tháng 1 năm 2021, tại thời điểm đó nhiệm kỳ tổng thống của ông sẽ bắt đầu.